# Paul Hainzel
Paul Hainzel (1527–1581) fue un astrónomo alemán. Como gobernante, desempeñó el cargo de alcalde de la ciudad alemana de Augsburgo.
En 1569, Paul Hainzel y su hermano Johannes Baptista Hainzel ayudaron a su amigo Tycho Brahe a diseñar y construir un gran cuadrante para realizar observaciones astronómicas. El cuadrante, con un radio de 19 pies (5,8 m), construido en una propiedad de Hainzel, se utilizó para medir la altura astronómica de diversas estrellas. Con este cuadrante, Hainzel determinó en 1572 la latitud de su localización en 48 grados y 22 minutos de arco, a unos dos kilómetros de distancia de su valor real. Sin embargo, cinco años después el cuadrante fue destruido (no se sabe si por el fuego o por el viento), antes de que se pudieran hacer observaciones significativas.
Alrededor de la misma época en la que se diseñó el cuadrante acimutal, Tycho le facilitó a Hainzel un sextante astronómico portátil para medir el ángulo entre estrellas.

## Eponimia
- El cráter lunar Hainzel lleva este nombre en su memoria.